# Daniel Pancu
Daniel Pancu, född 17 augusti 1977 i Iași i Rumänien, är en före detta fotbollsspelare som senast spelade i FC Rapid Bucureşti (anfallare). Pancu började sin karriär i FC Politehnica Iași, men 1996 så blev han såld till Rapid Bucureşti för cirka $200.000. Han var den dyraste personen i FC Politehnica Iaşi historia. År 2002 värvades han av det turkiska laget Beşiktaş JK där han gjorde många mål.